# Age of Empires III: The WarChiefs
The War Chiefs é a primeira expansão para o jogo Age of Empires III da Ensemble Studios. O jogo foi lançado em 17 de Outubro de 2006 nos Estados Unidos. Esta expansão provê mais unidades únicas, três novas facções nativo-americanas, mais indígenas aliados (onde se pode construir feitorias) e também a continuação da campanha da família Black. Ela se aprofunda, e os Blacks participam de acontecimentos históricos famosos. O jogo também tem melhorias e novas unidades únicas para as civilizações originais. Também são adicionados novos mapas, como os Andes, e regiões menos exploradas na versão original. As metrópoles, ou cidades natais, podem enviar novas cartas.

## Civilizações
Cada civilização possui poderes e desafios diferentes. Os astecas são conhecidos por reunir exércitos poderosos; Os iroqueses, por otimizar a tecnologia europeia; e os sioux, por desenvolver o conhecimento sobre cavalos.
Também é possível ir para a idade da Revolução, ao invés da idade Imperial, você escolhe entre dois líderes revolucionários, seus colonizadores viram Milícias Coloniais, sua bandeira mudará e na metrópole poderá escolher 4 novas unidades: Milícia Colonial, Carroça do Forte, Couraçado, Metralhadoras Gatling.
| Civilização | Capital      | Bônus Único de Civilização                                                    | Unidades Únicas                              | Líder      | Detalhes da Civilização |
| Iroquesa    | Caughnawaga  | Travois constrói edificações grátis.                                          | Tomahawk, canhão leve.                       | Hiawatha   | Os iroqueses são a civilização mais parecida com as europeias. O motivo é que, como na realidade, eles tiveram um profundo contato com os europeus, expandindo seus domínios e subjugando outras tribos da região. Têm disponíveis cavalaria assim como algumas unidades com armas de fogo, como uma cavalaria de ataque à distancia. As unidades disponíveis na feitoria também aparecem nesse jogo. Misturam tecnologia do século XVIII com uma economia a base da agricultura e uma grande tradição do misticismo. O jogo mostra a tecnologia militar iroquesa, dando ênfase na tecnologia de cerco. Como seus inimigos vivem em cidades fortificadas, os iroqueses têm unidades especiais, como os aríetes, também vistos no Age of Empires II: The Age of Kings. |
| Sioux       | Hunkpapa     | Inicia com 200 populações.                                                    | Soldado Cão, Olheiro Tashunke.               | Chefe Gall | As vantagens militares da nova civilização Sioux baseia-se principalmente na cavalaria. Os sioux atacam de forma rápida e violenta. A grande diferença deles está no fato de não terem necessidade de construir casas. Ou seja, ao início da partida, o jogador Sioux já tem todo o limite de população disponível, não precisando, para isso, de construção alguma. |
| Asteca      | Tenochtitlan | Sacerdotes Guerreiros podem dançar ao redor da fogueira para melhor eficácia. | Cavaleiro Caveira, Cavaleiro Jaguar Olheiro. | Cuauhtemoc | Os astecas, como historicamente, não têm artilharia ou cavalaria. São uma civilização que tem outro estilo de jogo, bem diferente das outras. Uma curiosidade é que esta é a segunda vez que aparecem como civilização. A primeira foi na expansão Age of Empires II: The Conquerors. |

As civilizações europeias também não foram esquecidas, elas continuam da mesma forma que apareceram em Age of Empires 3.

## Novas Tribos
- Apache
- Cheyennes
- Hurões
- Klamaths
- Mapuche
- Navajos
- Zapotecas

## Revolução
Uma Característica notável é a revolução. Com isso colônia ira criar outra civilização incluindo Brasil, México, Peru, Argentina, Venezuela, Haiti, EUA e Chile. A Revolução ira substituir todo os Colonizadores por Mílicias Coloniais e adicionara novas unidades (além da milícia): Metralhadora Gatling, um Encouraçado e uma carroça de forte, e não sera possível criar colonizadores.

## Campanhas
A Campanha do Age of Empires III: The Warchiefs é uma continuação da saga da Família Black. Na Campanha "Fogo", o herói de campanha é Nathaniel Black que ajuda os EUA na Revolução Americana ao Lado de George Washington. Na Campanha "Sombra", o herói de campanha é Chayton Black (filho de Amélia Black), Neto de Nathaniel, ajudando os Sioux contra os Americanos na Batalha de Little Bighorn.